# Frank Santman
Frank Santman (Rotterdam, 18 december 1917 - Hengelo, 1 april 1945) was een Nederlandse verzetsstrijder tijdens de Tweede Wereldoorlog.
Santman maakte deel uit van een verzetsgroep uit Hengelo. Aan het eind van de oorlog maakte de groep deel uit van de Binnenlandse Strijdkrachten en werkte men hard mee aan de ophanden zijnde bevrijding door het plegen van sabotage-acties. Tijdens de terugtocht van de Duitse bezetter werden door de Duitse troepen veel bruggen in Hengelo opgeblazen, waaronder de Oelerbrug en de Boekelosebrug. Ook werd een oude boerderij compleet verwoest. Om te voorkomen dat de Duitsers de elektriciteitscentrale tot ontploffing zouden brengen kregen de Binnenlandse strijdkrachten de opdracht om op 1 april 1945 het verdeelstation voor stroomlevering te bezetten bij de centrale.
Vijfentwintig mannen, waaronder Santman, wisten zo te voorkomen dat de Duitsers hun plan om de centrale op te blazen konden realiseren. Een van de Duitse soldaten wist te vluchten en waarschuwde de SS. Deze kwamen met een flink aantal aanzetten en de verzetsstrijders moesten vluchten via de spoorwegovergang aan de Grobbenweg. Twee van hen, Theo van Loon en Santman, werden tijdens de vlucht doodgeschoten. Een derde, Dolf Nijhoff, werd gevangengenomen en meteen geëxecuteerd en een vierde wist zwaargewond te vluchten naar een naburige boerderij van de boer Grobben die hem verstopte voor de Duitsers.
Na de oorlog zijn in de wijk Groot Driene drie straten naar de overleden verzetslieden vernoemd, waaronder de Frank Santmanstraat. Het lichaam van Santman werd begraven op de Gemeentelijke Begraafplaats te Hengelo. Frank Santman werd 27 jaar oud.